# 사이비 회의주의
사이비 회의주의(似而非懷疑主義)는 회의주의라 주장하지만 실제로는 그렇지 않은 생각을 의미한다.
이 개념은 주로 마르첼로 트루지에 의해 언급되었다. 그는 불가지론적이 아닌 부정적인 입장을 취하지만 스스로를 '회의주의'라 부르는 이들을 '사이비 회의주의'라 정의하였다. 일반적으로 '사이비 회의주의'라는 말은 어떠한 믿음을 보류하지 않고 불신을 선언하는 이들에 사용된다.
사이비 회의주의는 회의주의가 신념으로 받아들여질 경우 발생한다. 과학을 맹신하는 경우 과학주의라고 하며, 과학주의는 사실상 근거가 없듯이 사이비 회의주의는 회의주의라고 보기는 어렵다. 이는 화성효과와 관련된 논쟁으로 자신이 공동으로 설립했던 CSICOP을 탈퇴하면서 일부 회의주의자들을 겨냥해서 만든 것이지만, 개념 자체는 폭넓게 사용할 수 있다.

## 사이비 회의주의의 대표적인 사례
트루지는 사이비 회의주의의 대표적인 사례를 분석하였다.
- 의심하기보다는 부정하려는 경향이 있음
- 비평을 함에 있어서 이중적인 기준을 적용함
- 조사하기보다는 무시함
- 논증과 더불어 조롱하고 인신공격을 함
- 지지자들을 'promoter', 사이비 과학자 혹은 병적과학을 수행하는 사람이라는 등의 조롱적인 명칭을 붙임
- 증거에 대한 불충분한 증거를 제시함
- 비평에는 증거를 증명하지 않아도 된다고 생각함
- 타당하지 않은 반대주장을 함
- 실험적인 증거가 아닌 그럴듯한 것을 가지고 반대주장을 함
- 설득될 만한 증거가 아니므로 무시해야 한다고 제안함

## 개념의 혼동
회의주의는 어떤 주장에 대해서 회의를 한다는 것이므로, 일부는 현대의 과학 등을 향해 회의를 하며, 그들 역시 자신을 회의주의자라고 말하기도 한다. 사이비 과학자들보다는 동양의학 혹은 한의학자들은 자연과학에 대한 회의주의자라고 불릴 수 있으며, 또한 자연의학을 주장하는 사람들 역시 현대과학에 대한 회의주의자라고 말하기도 한다. 하지만 이러한 개념은 과학에 대한 오해 및 폭넓은 검토를 하지 않았기 때문에 과학적 회의주의자는 사이비 회의주의자라고 생각한다.

## 사이비 회의주의 논쟁
회의주의자 간에도 사이비 회의주의 논쟁이 벌어지기도 한다. 가장 오래된 논쟁은 화성효과로 인한 마르첼로 투르지와 CSICOP의 논쟁이었다. 마르첼로 투르지는 CSICOP의 일부를 사이비 회의주의자라고 생각했다.
예를 들어 칼세이건은 회의주의자로 널리 알려지기는 하지만, 실제로 마틴 가드너와 같은 CSICOP을 중심으로 활동하는 사람들과 친한 것으로 생각되지는 않는다. 그의 저서 <악령이 출몰하는 세상>에는 마틴 가드너를 포함하여 CSICOP의 운동방식에 대해서 완전히 동의하지 않는 것을 표현하는 대목이 있다.
뿐만 아니라 <회의주의자 사전>의 저자인 로버트 캐롤은 초기에는 진화심리학을 사이비과학으로 간주했다. 그러나, 이러한 것들은 상호 지적으로 수정될 수 있다는 점에서 진정한 회의주의자들에게는 단순한 오류 내지 실수가 될 수 있다. 사실 칼 세이건은 저서 "에덴의 공룡"에서 침팬치가 수화로 말을 할 수 있다고 주장했다. 이 주장은 후에 철회되었으나 칼 세이건 같은 유명한 회의주의자도 실수를 할 수 있다는 것은 명백하다.

## 같이 보기
- 회의주의
- 불가지론
- 디벙커